# خليج سانت أوزوالد

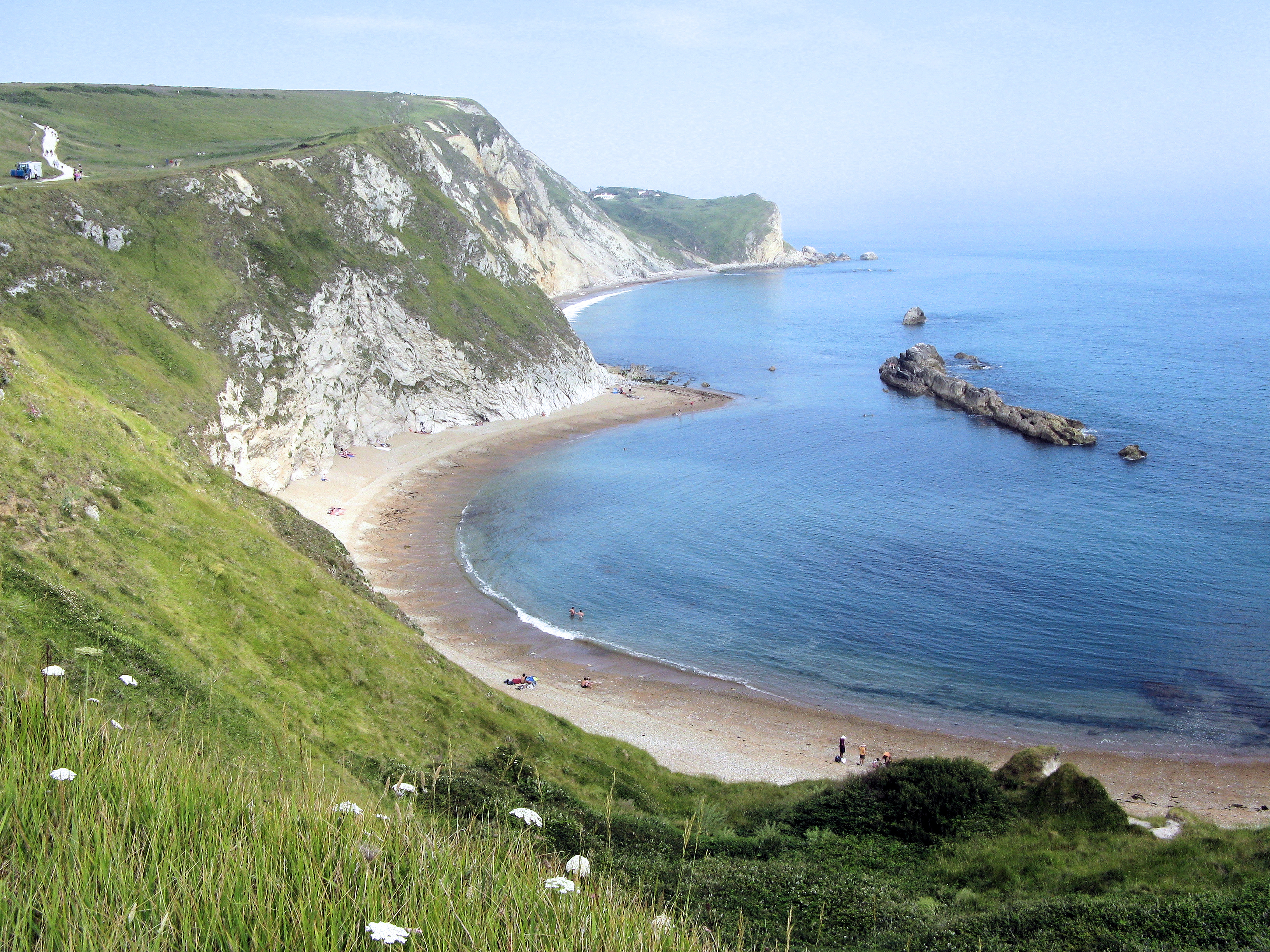
خليج سانت أوزوالد، دورست، من المنحدرات فوق خليج مان أو وار

يقع خليج سانت أوزوالد بالقرب من لولورث على الساحل الجوراسي في دورست، إنجلترا.
يتمتع الخليج بشاطئ ضيق من الحصى خلفها منحدرات طباشيرية عالية. تتقلص مساحة الطرف الغربي من الشاطئ عند المد العالي. في الطرف الشرقي، يكون النزول إلى الشاطئ شديد الانحدار وزَلِقًا إذا كان مبللاً. ويتصف الشاطئ بأنه معزول ولا توجد به أية مرافق.
كما تحدث أحيانًا انهيارات صخرية وأرضية على المنحدرات، منها الانهيار الكبير الي حدث في أبريل 2013، ونجم عنه تدمير وإغلاق جزء من المسار الساحلي الجنوبي الغربي على قمة المنحدر. 